# Ladas Natkevičius
Ladas (Vladas) Natkevičius (ur. 19 stycznia 1893 w Balsupiai w rejonie mariampolskim, zm. 25 maja 1945 w Schruns w Austrii) – litewski dyplomata i prawnik. Był posłem na Sejm Ustawodawczy Litwy (1920–1922), a także posłem na Sejm Litwy I i II kadencji (1922–1923).

## Życiorys
Po ukończeniu w 1913 roku gimnazjum w Mariampolu studiował w latach 1913–1915 na Wydziale Nauk Przyrodniczych i Matematyki Uniwersytetu w Petersburgu. Od 1917 roku służył w armii carskiej. Trafił do niewoli niemieckiej, z której uciekł. Po I wojnie światowej powrócił na Litwę i pracował jako przedstawiciel Ministerstwa Rolnictwa w powiecie wyłkowyskim. Służył w armii litewskiej jako kapitan. Od sierpnia 1919 roku pracował w sztabie generalnym. Od stycznia 1920 roku był przedstawicielem wojska litewskiego na Łotwie i w Estonii.
W latach 1923–1927 studiował prawo, a w 1930 roku został doktorem prawa na Uniwersytecie Paryskim. Od 1930 roku pracował jako sekretarz w Ministerstwie Spraw Zagranicznych, a w październiku 1934 roku został doradcą ambasadora Republiki Litewskiej w Paryżu. W latach 1939–1940 reprezentował Litwę w ZSRR. Po zajęciu Litwy przez to państwo w czerwcu 1940 roku podjął pracę jako radca prawny. Od czerwca 1941 roku pracował w Kownie jako prawnik i wykładał na Uniwersytecie Witolda Wielkiego. Był członkiem Najwyższego Komitetu Wyzwolenia Litwy. W 1944 roku wyjechał do Austrii, gdzie zamieszkał w Wiedniu.